# Choristoma
Een choristoma is een vorm van heterotopie: groei van ectopisch weefsel (weefsel dat groeit op een abnormale plaats) vanuit embryologische restanten. De meeste choristoma's bestaan uit bot- of kraakbeenweefsel. Ze worden driemaal zo vaak bij vrouwen aangetroffen als bij mannen.
Een choristoma kan uit één soort weefsel bestaan, maar ook uit een combinatie van verschillende weefsels. In het laatste geval spreekt men van een teratoom.
Vaak wordt dergelijk weefsel bij toeval ontdekt, of het wordt pas opgemerkt als het zich kwaadaardig ontwikkelt (kanker).

## Voorbeelden
- Pancreasweefsel dat in het maagslijmvlies terecht is gekomen en daar uitgroeit.
- Schildklierweefsel dat in het mediastinum groeit.[1]
- Botweefsel dat in de tongbasis groeit.